# OQS-5
OQS-5는 일본 전기가 개발한 함수소나로 다카나미급, 무라사메급 호위함에 탑재돼 있다. OQS-4 의 후속 저주파 능동 소나. OYQ-103 대잠 정보 처리 장치 (ASWCS) 와 연접에 대응하고있다. 파도 형은 OQS-5-1로 발전했다.

## 제원
- 이름 : OQS-5
- 종류 : 함수소나
- 탐지능력 : 탐지거리 74km
- 탑재함 : 무라사메급 호위함, 다카나미급 호위함

## 같이 보기
- DSQS-21
- 소나
- ZQQ-7
- OQS-4